# 동반격
문법에서 동반격은 헝가리어에서 사람이 행동을 수행하는 집단에 소속됨을 나타내는 격으로, 모음조화에 따라 접미사 -stul과-stül로 나타난다. 이 격은 낡았고, 현재는 도구공동격이 대개 대신 쓰이고 있다. 하지만 이 격은 여전히 사람에 대해 경멸하는 어조를 나타내는 데 쓰이고 있다. 다음은 그 예시이다.
- Karácsonykor egy fillér nélkül, kölyköstül állított be az anyósához "반짝임 없이, 그녀는 크리스마스의 시어머니 집에서 아이들과 함께 흥분했다."

동반격 kölyköstül ("그녀의 아이들과 함께")는 화자의 경멸적 태도를 나타낸다. 이 격은 동반격의 쇠퇴에서 살아남은 자주 쓰이는 표현에서도 나타나는 것으로 보인다.
- Ruhástul ugrott a medencébe "그는 옷을 입고 수영장으로 뛰어들었다."
- A fenevad szőröstül-bőröstül felfalta a védtelen kis nyuszit "괴물은 작고 무력한 토끼와 거북을 삼켰다."

## 같이 보기
- 격
- 격 목록
- 공동격
- 도구공동격
- 헝가리어